# 弦子訴朱軍性騷擾案
弦子訴朱軍性騷擾案發生於2014年，中央電視台實習生周晓璇（網名「弦子」）指控中央电视台主持人朱軍對其性騷擾。2018年隨著＃MeToo运动席卷中国，被曝光後受到輿論廣泛關注。

## 背景
2014年，弦子進入中央电视台《艺术人生》节目组实习。
2018年7月26日，弦子（新浪微博：@弦子与她的朋友们）通过徐超（新浪微博：@麦烧同学）在新浪微博上发文指控朱军在四年前曾在化妝室對其做出猥褻行為，直到有其他人進入時方中止，相關話題立即在新浪微博衝上熱搜榜。约上午8点多，新浪微博开始紧急删帖，与朱军事件有关的热搜及话题也被撤下。7月27日时，弦子在接受财新采访时称，2014年实习期间，弦子在化妆间单独采访朱军时，朱军隔着衣服试图猥亵弦子，直至有他人进入化妆间，弦子才得以脱身。弦子称自己在事发第二天报警，但警方不予立案，且警方要求弦子考虑朱军的“正面影响力”、派遣警员到武汉通知弦子的家人。弦子在派出所被警告规劝后，案件不了了之。财新的报道被广泛转发，但不久后相关报道被全部删除。
8月14日，爆料者徐超（新浪微博：@麦烧同学）稱房东向其表示有北京市公安局的朋友施压，要求她离开住所。這問題在第二天媒體報導後得到解決。
8月15日，朱军委托律师事务所发表声明，称此前网络中出现大量与“朱军性骚扰实习生”的有关信息为谣言，并向北京市海淀区人民法院起诉，追责“继续发布及怠于删撤上述不实信息的网络用户及媒体”。同日，新京报采访「麦烧同学」：朱军发声后，爆料人和当事人希望对簿公堂。8月16日，Vista看天下采访麦烧同学：对话朱军“性骚扰”爆料人：若上法庭，不会退缩。8月18日，弦子接受《人物》专访：举报性骚扰之后。8月20日，弦子在百度百家号“弦子与她的朋友们”发布13分钟视频，自述该事件的详细经过，并称“希望更多的受害者会站出来，我也希望朱军能尽快起诉，让司法程序能够更快的介入”。8月24日，弦子发帖表示遭到陌生人多次电话威胁，要报复其家人，并有录音为证。
9月25日，爆料者徐超（新浪微博：@麦烧同学）稱已經從法院拿到朱軍的起訴書，並在微博上貼出一張起訴狀的部分截圖，訴訟請求正文中要求「麥燒同學」與「弦子與她的朋友們」刪除針對原告發佈的侵權內容、公開道歉、還要求兩人共賠償65.5萬元。

## 起诉
2018年10月25日，弦子控告朱军一案由北京市海淀区人民法院受理。
2019年1月18日，朱军向法庭提出终止审理的要求被海淀区人民法院驳回。 弦子从法院内部文件中，获得了她於2014年于警察局报案的卷宗，並向法院提交了两份申请，把案件改为“性骚扰损害责任纠纷”、并要求对案件双方接受测谎。
此後弦子通过其新浪微博账户@弦子与她的朋友们记录了她官司的进展。此外弦子還通过微博，与遭受性骚扰或性侵的有其他相同遭遇的女性建立联系，陪同她们到警察局提交刑事报告、协助她们寻求公道。
2020年12月2日，弦子诉朱军性骚扰损害责任纠纷案于海淀区人民法院开庭。当日，有一些弦子的支持者在法院门口表示声援，有前来采访的外国媒体记者被警方带走。

2020年12月21日，微博@一个有点理想的记者发表的报道中指出，他通过中间人采访到了朱军，朱军对于两年来，没有公开回应此事表示：“我曾想回应，但有纪律要求，我必须无条件遵守。”12月22日，朱軍又通過新浪微博坚称自己清白。

## 法院判决
2021年9月14日，北京市海淀法院不公开审理后认为弦子提交的证据不足以证明朱军性骚扰，一审驳回其诉讼请求。庭审结束后，弦子在法院外向支持者宣读一份声明，称法官未给予其详述指控的机会，没有允许控方调取多项证据的请求，如监控录像、合影、笔录文件和当年身着衣物上的DNA等。弦子在声明中表示：“非常感谢大家，一定会上诉的”。庭审当日朱军未到庭，也没有回应庭审结束后弦子的声明。而在新浪微博和微信公众号等社交媒体上，不少声援支持弦子或转发此案信息的账号被禁言或封号。
2022年8月10日，北京市第一中级人民法院不公开开庭二审此案，当场宣判因证据不足而维持原判。弦子随后在法庭外发表陳述，講述其经历的司法历程并呼吁关注性騷擾受害者的普遍困境。

## 评论
广西新闻网评论称，弦子写“小作文”被反噬，不利于真正的弱者在权益受到侵害时维护权益、通过网络为自己发声。